# Pic Belloc
Le pic Belloc est un sommet des Pyrénées françaises situé en région Occitanie à la limite entre les départements des Hautes-Pyrénées et de la Haute-Garonne. Il culmine à une altitude de 3 008 m.

## Toponymie
Appellation récente en hommage au pyrénéiste Émile Belloc (1841-1914).

## Géographie

### Topographie
Il se situe sur la crête nord-ouest du pic des Spijeoles (3 065 m) et domine le lac du Milieu ainsi que le lac des Isclots à l'ouest.

### Géologie
Le sommet est composé de granodiorite porphyroïde (roche magmatique plutonique) dont l'âge est vraisemblablement du Cambro-ordovicien.